# Елжбјета Дадок
Елжбјета Дадок је пољска параалпска скијашица у пензији. Представљала је своју земљу у параолимпијском алпском скијању на Зимским Параолимпијским играма 1984. и играма 1988, обе одржане у Инзбруку, Аустрија, освојивши шест бронзаних медаља.

## Каријера
На Зимским параолимпијским играма 1988. Дадок је била 3. у слалому и велеслалому  и 5. у спусту.
Дадок се такмичила и на Зимским параолимпијским играма 1992. у Албервилу, у категорији ЛВ5/7,6/8, где је завршила на 4. месту у супервелеслалому, 5. у слалому и 6. у велеслалому и спусту.